# Боґушин (Сьредський повіт)
Боґушин (пол. Boguszyn, нім. Boguschin) — село в Польщі, у гміні Нове-Място-над-Вартою Сьредського повіту Великопольського воєводства.
Населення — 1175 осіб (2011).
У 1975-1998 роках село належало до Познанського воєводства.

## Демографія
Демографічна структура станом на 31 березня 2011 року:
|          | Загалом | Допрацездатний вік | Працездатний вік | Постпрацездатний вік |
| -------- | ------- | ------------------ | ---------------- | -------------------- |
| Чоловіки | 588     | 111                | 423              | 54                   |
| Жінки    | 587     | 107                | 364              | 116                  |
| Разом    | 1175    | 218                | 787              | 170                  |